# Зази
За́зи (англ. Zazas; заз. і курд. Zaza, Zazay, тур. Zazalar) — іранський народ в Західній Азії. Проживає на сході Туреччини, на Вірменському нагір'ї у верхів'ях Тигру й Євфрату. Має компактні поселення в Ірані. Загальна чисельність — 3 — 3,5 млн осіб. Споріднений із сусідніми курдами. Відрізняються від останніх мовою зазакі, далекою від курдської. Більшість — алавіти, послідовники ісламу шиїтського напрямку; меншість — суніти. Окрім рідної мови говорять турецькою і курманджською. Інша назва — за́зькі ку́рди.

## Назва
- Димілі (англ. Dimili)
- Зази (англ. Zazas), або народ заза
- Зазькі курди (англ. Zaza Kurds)
- Кирди (англ. Kird)
- Кирманки (англ. Kirmanc)

## Походження і мова
Етнонім димлі/димилі (зазакі Dımli/Dımıli), яким себе називає частина народу зазів, походить від * dēlmīk «дейлемітів». Розселення носіїв мови зазакі в областях, займаних ними нині, пов'язано з міграцією дейлемітів з Дайламу, гірських областей Гіляну в X–XII ст. На Прикаспійське походження зазів вказує лінгвістична позиція мови зазакі, на відміну від курдських мов зближується з ґілакі, мазендеранською, семнанською та сангесарською мовами. З цими ж міграційними процесами пов'язано походження мови горані в центральному Загросі, що відображає найближчу спорідненість з зазакі.
Більшість зазів — білінгви та знають турецьку мову, багато хто також розмовляє північнокурдською. Мова зазакі довгий час була неписемною. Вперше вона стала епізодично з'являтися в листуванні в середині XIX ст. (з використанням арабського алфавіту). Використання латинського шрифту набуло поширення наприкінці XX ст. переважно серед емігрантів, а також в поки нечисленних виданнях в Туреччині.

## Соціальна структура та традиційні заняття
Зази, як і курди, являють собою народ з розвиненою родоплемінною структурою, основними племенами є абасан, агачан, алан, бамасур, дуік, давреш-гулабан, давреш-джамалан, хай-даран, корешан, мамікі та юсуфан.
На відміну від напівкочових курдів, основними заняттями зазів здавна є осіле землеробство, хоча відгінне гірське скотарство також є важливою галуззю традиційної економіки. Дерсім також славився своїми садами.

## Релігія
Більшість Зазів — мусульмани-алавіти, невелика частина є сунітами.

## Боротьба за незалежність. Повстання в Дерсімі у 1938

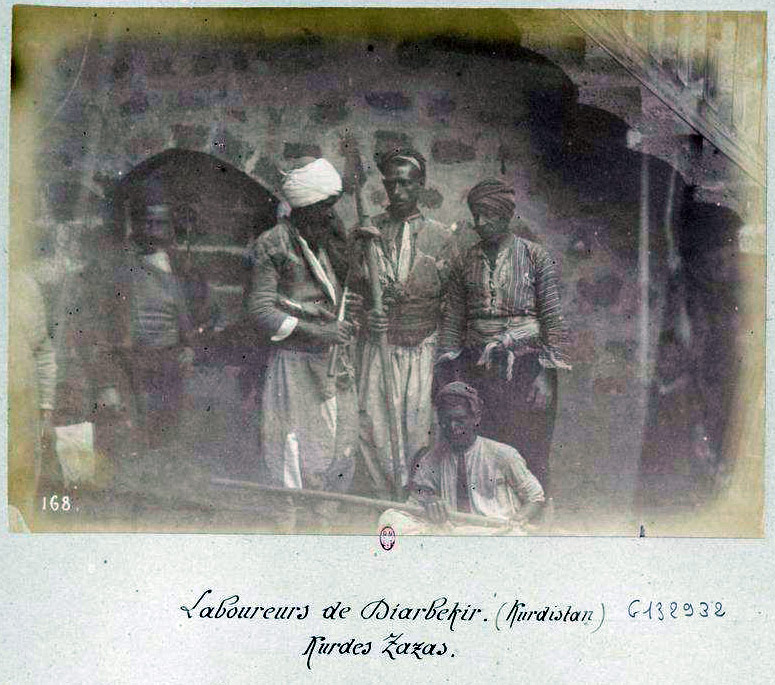
Зазькі курди

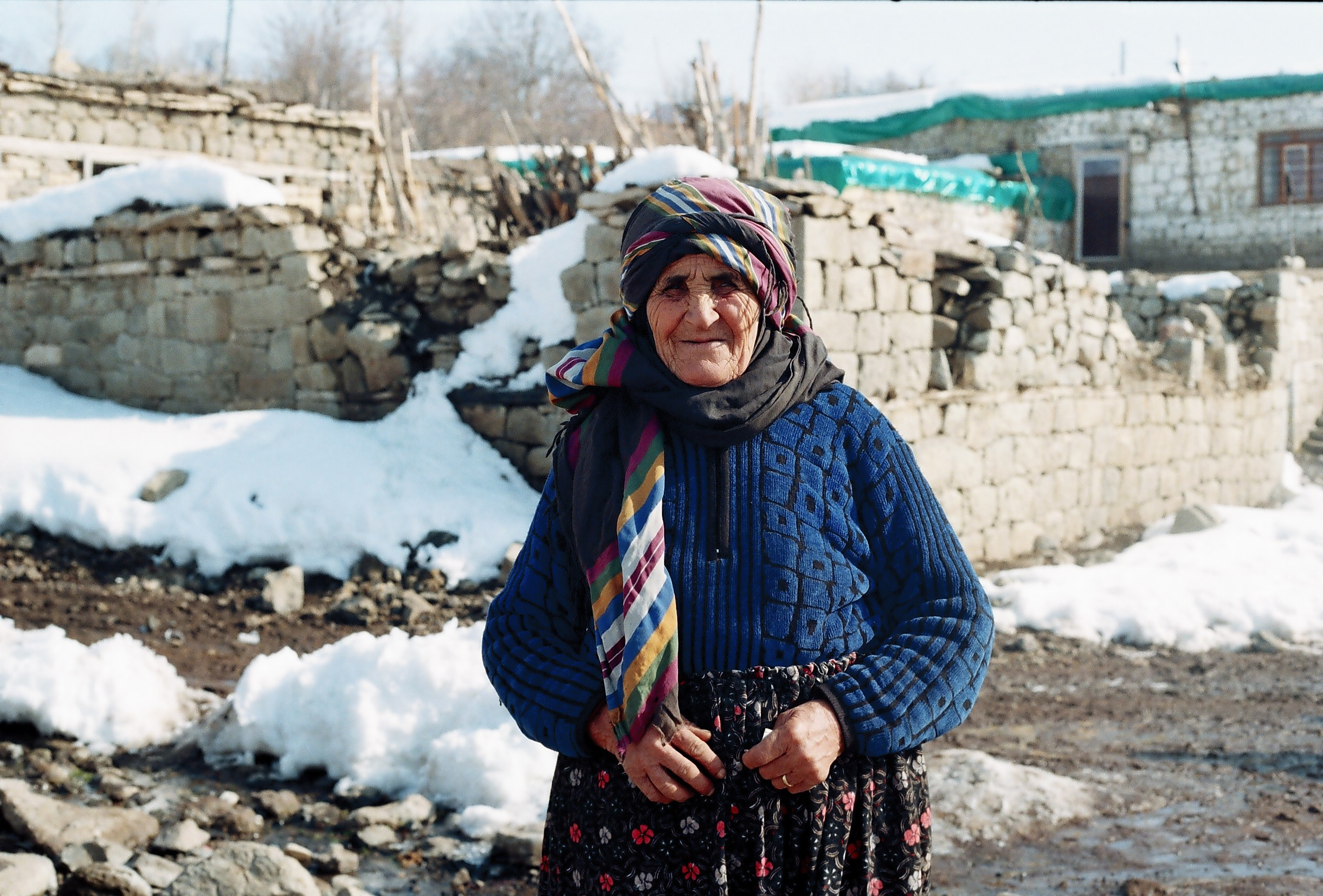
Зазька бабуся

У XX столітті на території Дерсіму нерідко відбувалися збройні зіткнення та повстання.
Останнім великим повстанням стало повстання курдів Дерсіму. Воно відбулося у 1937 з політичних та військових причин. Повстання тривало до 1938. Його лідери — Саїд Риза і його сподвижники були схоплені та повішені. Тисячі курдів було вбито, жителі сіл депортовані в західні міста Туреччини, а їх села знищені. Воєнний стан тривав 10 років, до 1948.
Уривок з листа Саїда Риза, міністра закордонних справ Великої Британії
|  | Шановний пане міністр, Ось вже багато років уряд Туреччини проводить асиміляцію курдського народу, забороняє здійснювати мовлення, публікувати газети, застосовує тортури по відношенню до тих, хто розмовляє рідною мовою; колись родючі землі Курдистану зараз спустошені та людей насильно переселяють у безплідні землі Анатолії. А зовсім недавно уряд Туреччини, в порушенні раніше досягнутих домовленостей про ненапад, зробив спроби вторгнення в регіон Дерсім. У відповідь курди зволіли взятися за зброю, подібно тому як це було зроблено 1930 року в битвах при Арараті, в долинах Зілан і Баязид, ніж погодитися на смерть у вигнанні (в далекій дорозі). Незважаючи на нерівність військового потенціалу, використання проти нас задушливих газів, гранат, що викликають пажар, я і наші громадяни піддали армію Туреччини поразці. У відповідь на наш опір армія Туреччини бомбить, спалює та руйнує села (...) Тюрми переповнені милосердним курдським народом, на представників інтелігенції відбуваються замахи, їх вішають або ж засилають в ізольовані регіони Туреччини. (...) моїм голосом до Вашої ясновельможності звертаються три мільйони курдів, які закликають надати моральну підтримку курдському народу. Шановний міністр, прийміть мою найглибшу повагу. Генерал Дерсіма Саїд Риза |

## Відомі зази
- Саїд Риза — ватажок повстання курдів в Дерсимі.
- Кемаль Киличдароглу — лідер турецької Народно-республіканської партії Cumhuriyet Halk Partisi з 2010.
- Махсун Кірмізігюль — актор, співак, режисер, бізнесмен, власник великої компаній звукозапису в Туреччині.